# 小塚町 (名古屋市)
小塚町（こづかちょう）は愛知県名古屋市中川区にある町名。丁番を持たない単独町名である。住居表示未実施。

## 地理
名古屋市中川区の中央部に位置し、東に押元町、西に吉良町、南東に松ノ木町、南に細米町、北に篠原橋通と接する。

## 歴史
- 1954年（昭和29年）10月20日 - 中川区小本町・篠原町・荒子町の各一部により、同区小塚町として成立[5]。
- 1966年（昭和41年）10月1日 - 荒子町の一部を編入する[5]。

## 世帯数と人口
2019年（平成31年）1月1日現在の世帯数と人口は以下の通りである。
| 町丁   | 世帯数  | 人口  |
| ------ | ------- | ----- |
| 小塚町 | 164世帯 | 308人 |

## 学区
市立小・中学校に通う場合、学校等は以下の通りとなる。また、公立高等学校に通う場合の学区は以下の通りとなる。なお、小・中学校は学校選択制度を導入しておらず、番毎で各学校に指定されている。
| 小学校                                    | 中学校                                    | 高等学校 |
| ----------------------------------------- | ----------------------------------------- | -------- |
| 名古屋市立常磐小学校 名古屋市立荒子小学校 | 名古屋市立長良中学校 名古屋市立一柳中学校 | 尾張学区 |

## 施設
- ウエルシア 名古屋小塚店
- 小塚公園

## その他

### 日本郵便
- 郵便番号 : 454-0849[2]（集配局：中川郵便局[8]）。